# 鈴木博昭 (格闘家)
鈴木 博昭（すずき ひろあき、1984年12月6日 - ）は、日本の男性総合格闘家、元シュートボクサー。愛知県豊橋市出身。BELLWOOD FIGHT TEAM所属。元SB世界スーパーライト級王者。

## 来歴
10代の頃に護身術を身に付けようと空手を始める。

### シュートボクシング
2007年11月25日、HEAT5のニューエイジファイトで酒井楽と対戦し、1Rに偶然のローブローで酒井のダメージが回復しなかったためにノーコンテストとなった。
2008年2月24日、第2回全日本アマチュアシュートボクシング選手権東京大会・中量級（67kg）に出場。決勝で湯田達巳に勝利し、優勝。ベストファイト賞を受賞するとともにプロ昇格を果たした。
2008年5月28日、シュートボクシングプロデビュー戦で本村康博と対戦し、右膝蹴りでKO負け。
2009年4月3日、SHOOT BOXING 2009 武志道-bushido- 其の弐でSB日本スーパーフェザー級1位の歌川暁文と対戦し、判定勝ちを収めた。
2009年6月1日、SHOOT BOXING 2009 武志道-bushido- 其の参で及川知浩と対戦し、KO勝ち。この試合はSB日本スーパーフェザー級タイトルマッチとして行われる予定であったが、鈴木の計量オーバーのためノンタイトルマッチおよびグローブハンディマッチに変更された。SB協会は鈴木に対し、ファイトマネーの全没収とランキングの降格（2位→4位）というペナルティを課した。さらに出場停止も検討されていたが、及川からリベンジマッチの要求があり、リマッチが決定した。
2009年9月4日、	SHOOT BOXING 2009 武志道-bushido- 其の四で改めてSB日本スーパーフェザー級タイトルマッチで王者の及川知浩に挑戦し、判定負けで王座獲得に失敗した。
2010年11月23日、SHOOT BOXING WORLD TOURNAMENT S-cup 2010のSB vs. DREAM対抗戦で石田光洋と対戦し、2Rに左ストレートでKO勝ちを収めた。
2012年2月12日、Young Caesar Cup Central 2012 #3 TOYOKAWAで行われたSB日本ライト級王座決定戦で同級3位の菅原悠次と対戦し、判定勝ちで王座獲得に成功した。
2012年11月17日、SHOOTO BOXING WORLD TOURNAMENT S-cup 2012で開催されたS-cup70kg世界トーナメントの1回戦でヨアキム・ハンセンと対戦し、判定勝ちで準決勝への進出を決めるも、試合中にふくらはぎの筋断裂を負いドクターストップで棄権となった。
2013年11月16日、SHOOT BOXING BATTLE SUMMIT～GROUND ZERO TOKYO 2013で開催されたS-cup2013 65kg日本トーナメントで1回戦をモハン・ドラゴンにTKO勝ち。準決勝を裕樹に判定勝ち。決勝戦で小見川道大にKO勝ち収め、トーナメント優勝を果たした。
2014年9月20日、SHOOT BOXING2014 act.4で行われたSB日本スーパーライト級王座決定戦で同級3位の平井慎介と対戦し、TKO勝ちで王座獲得に成功した。
2014年11月30日、SHOOT BOXING S-cup世界トーナメント2014で開催されたS-cup65kg世界トーナメントの1回戦でポンサネー・シットモンチャイをKOで、準決勝でモサブ・アムラーニを判定で下す。決勝はザカリア・ゾウガリーを延長2RにTKOで下し、S-cup65kg世界トーナメントを制するも、決勝のゾウガリー戦の判定内容は物議を醸す結果となった。
2015年8月22日、SHOOT BOXING 30th ANNIVERSARY“CAESAR TIME!”で開催されたSB世界スーパーライト級王座決定トーナメントの準決勝でラファエル・ドゥーデックに判定勝ち。決勝戦でクリス・パヤを判定で下し、トーナメントを優勝すると共に王座獲得に成功した。
2015年12月1日、SHOOT BOXING 30th ANNIVERSARY “GROUND ZERO TOKYO 2015”でザカリア・ゾウガリーと再戦し、判定負け。
2016年11月11日、SHOOT BOXING WORLD TOURNAMENT S-cup 2016で開催されたS-cup65kg世界トーナメントの1回戦でHidekiに延長の末に判定で勝利し準決勝へ進出するも、診断により鈴木は左目眼窩底骨折の疑いでドクターストップにより棄権となった。
2017年6月16日、SHOOT BOXING 2017 act.3で海人と63.5kg契約で対戦し、海人の肘打ちで額をカットしてドクターストップによりTKO負けを喫した。
2018年4月14日、KNOCK OUT SAKURA BURSTで開催されたKING OF KNOCK OUT 初代スーパーライト級王座決定トーナメントの1回戦で大石駿介と対戦し、KO勝ち。
2018年6月8日、KNOCK OUT SURVIVAL DAYSでのKING OF KNOCK OUT初代スーパーライト級王座決定トーナメント準決勝で不可思と対戦し、判定負け。
2018年8月31、同日付でSB世界スーパーライト級王座を返上し、所属するストライキングジムAresからも退会した。

### ONE Championship
2018年11月23日、ONE初出場となったONE Championship: Conquest of Championsでデイヴィダス・ダニラと対戦し、3-0の判定勝ち。
2019音1月25日、ONE Championship: Hero's Ascentでモハマド・ビン・マフムードと対戦し、左ストレートでKO勝ち。
2019年5月10日、ONE Championship: Warriors of LightでONEムエタイ・世界バンタム級タイトルマッチを行い、王者のノンオー・ガイヤーンハーダオに挑戦し、5R判定負けを喫し王座獲得ならず。
2021年、ONEで2年以上も試合が組まれないことから、自身のYouTubeチャンネルで、「戦いたいのに、（待ってもONEが試合を組んでくれないので）待つのに疲れたというのが本音。ONEからは2年間の再契約を打診されたけど、契約したらまた同じことの繰り返しになってしまうので（断りました）。ONEでは戦いの場に行けない。それが選手として辛い。断続的に戦いたい」と語り、ONEとの契約をやめることを明かした。

### RIZIN
2021年8月、RIZINと契約。「僕は元々、キックボクシングではなく総合格闘技がやりたくて総合格闘技のジムの門を叩いた。でもたまたま、そのジムの総合格闘技の部門が無くなってシュートボクシングのジムに変わったのでシュートボクシングを10年やって、ある程度の成績を残した。なので今になってMMAデビュー出来るのは良いめぐり合わせ。これからはRIZINという大きな舞台で戦えるので心が晴れやかだし、元々やりたかった総合格闘技で戦えるので最高潮に燃えております」と語り、総合格闘家に転向することを発表した。鈴木はシュートボクシング時代から、本格的ではないが総合格闘技の練習を時々行っている。
2021年10月2日、RIZIN初出場となったRIZIN LANDMARK vol.1で奥田啓介と対戦し、膝蹴りでダウンを奪い、パウンドで1R TKO勝利を収めた。
2021年12月31日、RIZIN.33で萩原京平と対戦し、スタンドの打撃・グラウンド共にコントロールされ、0-3の判定負けを喫した。
2022年3月6日、RIZIN LANDMARK 2で初代PANCRASEライト級王者の昇侍と対戦し、1Rに左フックでKO勝ち。
2022年7月2日、RIZIN.36で平本蓮と対戦し、スタンドの展開で僅かにリードされ1-2の判定負けを喫した。
2022年11月6日、RIZIN LANDMARK 4でDEEPフェザー級王者の青井人と対戦し、0-3の判定負け。
2023年6月24日、RIZIN.43で西谷大成と対戦し、1Rに西谷の跳び膝蹴りに左フックを合わせて撃ち落としてダウンを奪った後、パウンドによるTKO勝ちを収めた。
2024年2月24日、RIZIN LANDMARK 8で元DEEPフェザー級王者の芦田崇宏と対戦し、1RにパウンドでTKO勝利を収めた。
2024年4月29日、RIZIN.46でYA-MANと対戦予定だったが、YA-MANの膝内側側副靭帯と膝前十字靭帯の損傷により試合が延期。
2024年7月28日、超RIZIN.3で初代RISEオープンフィンガーグローブマッチ -65kg級王者のYA-MANと対戦し、1Rに左フックを被弾しKO負けを喫した。鈴木にとって約7年ぶりのKO負けとなった。
2024年11月17日、RIZIN LANDMARK 10で無敗の新星の秋元強真と対戦し、0-3の判定負け。

## 戦績

### 総合格闘技
| 総合格闘技 戦績 | 総合格闘技 戦績 | 総合格闘技 戦績 | 総合格闘技 戦績 | 総合格闘技 戦績 | 総合格闘技 戦績 | 総合格闘技 戦績 |
| --------------- | --------------- | --------------- | --------------- | --------------- | --------------- | --------------- |
| 11 試合         | (T)KO           | 一本            | 判定            | その他          | 引き分け        | 無効試合        |
| 5 勝            | 4               | 0               | 1               | 0               | 0               | 0               |
| 6 敗            | 1               | 0               | 5               | 0               | 0               | 0               |

| 勝敗 | 対戦相手           | 試合結果                         | 大会名               | 開催年月日     |
|      | ファン・イェーロウ | 試合前                           | RIZIN.51             | 2025年9月28日  |
| ○    | 山本空良           | 5分3R終了 判定3-0                | RIZIN LANDMARK 11    | 2025年6月14日  |
| ×    | 安井飛馬           | 5分3R終了 判定0-3                | RIZIN DECADE         | 2024年12月31日 |
| ×    | 秋元強真           | 5分3R終了 判定0-3                | RIZIN LANDMARK 10    | 2024年11月17日 |
| ×    | YA-MAN             | 1R 3:28 KO（左フック）           | 超RIZIN.3            | 2024年7月28日  |
| ○    | 芦田崇宏           | 1R 4:29 TKO（グラウンドパンチ）  | RIZIN LANDMARK 8     | 2024年2月24日  |
| ○    | 西谷大成           | 1R 0:56 TKO（左フック→パウンド） | RIZIN.43             | 2023年6月24日  |
| ×    | 青井人             | 5分3R終了 判定0-3                | RIZIN LANDMARK 4     | 2022年11月6日  |
| ×    | 平本蓮             | 5分3R終了 判定1-2                | RIZIN.36             | 2022年7月2日   |
| ○    | 昇侍               | 1R 1:12 KO（左フック）           | RIZIN LANDMARK vol.2 | 2022年3月6日   |
| ×    | 萩原京平           | 5分3R終了 判定0-3                | RIZIN.33             | 2021年12月31日 |
| ○    | 奥田啓介           | 1R 1:42 TKO（左膝蹴り→パウンド） | RIZIN LANDMARK vol.1 | 2021年10月2日  |

### シュートボクシング・キックボクシング

#### プロ
| キックボクシング 戦績 | キックボクシング 戦績 | キックボクシング 戦績 | キックボクシング 戦績 | キックボクシング 戦績 | キックボクシング 戦績 | キックボクシング 戦績 |
| --------------------- | --------------------- | --------------------- | --------------------- | --------------------- | --------------------- | --------------------- |
| 54 試合               | (T)KO                 | 判定                  | その他                | 引き分け              | 無効試合              |                       |
| 40 勝                 | 16                    | 24                    | 0                     | 1                     | 0                     |                       |
| 13 敗                 | 4                     | 9                     | 0                     | 1                     | 0                     |                       |

| 勝敗 | 対戦相手                         | 試合結果                                        | 大会名 | 開催年月日     |
| ×    | トゥカートン・ペットパタヤイ     | 3R終了 判定1-2                                  | ONE Championship: Masters of Fate                                                                                       | 2019年11月8日  |
| ×    | ノンオー・ガイヤーンハーダオ     | 5R終了 判定0-3                                  | ONE Championship: Warriors of Light 【ONEムエタイ・世界バンタム級タイトルマッチ】                                       | 2019年5月10日  |
| ○    | モハマド・ビン・マフムード       | 3R 2:53 TKO（左ストレート）                     | ONE Championship: Hero's Ascent                                                                                         | 2019年1月25日  |
| ○    | デイヴィダス・ダニラ             | 3R終了 判定3-0                                  | ONE Championship: Conquest of Champions                                                                                 | 2018年11月23日 |
| ×    | 不可思                           | 5R終了 判定0-3                                  | KNOCK OUT SURVIVAL DAYS 【KING OF KNOCK OUT初代スーパーライト級王座決定トーナメント準決勝】                             | 2018年6月8日   |
| ○    | 大石駿介                         | 4R 0:49 KO（左ハイキック）                      | KNOCK OUT SAKURA BURST 【KING OF KNOCK OUT 初代スーパーライト級王座決定トーナメント1回戦】                              | 2018年4月14日  |
| ○    | 山口侑馬                         | 2R 2:53 KO スタンディングチョークスリーパー     | SHOOT BOXING 2018 act.1                                                                                                 | 2018年2月10日  |
| ×    | 水落洋祐                         | 5R 0:33 KO（右ストレート）                      | KNOCK OUT vol.5 | 2017年10月4日  |
| ×    | 海人                             | 1R 2:18 TKO（ドクターストップ：カットでの出血） | SHOOT BOXING 2017 act.3                                                                                                 | 2017年6月16日  |
| ○    | 山口裕人                         | 5R 2:29 KO（左ストレート→左肘打ち）             | SHOOT BOXING 2017 act.2                                                                                                 | 2017年4月8日   |
| ○    | Hideki                           | 3R+延長1R終了 判定3-0                           | SHOOT BOXING WORLD TOURNAMENT S-cup 2016 【S-cup65kg世界トーナメント1回戦】                                             | 2016年11月11日 |
| ○    | ジョーイ・ラケット               | 1R 2:32 TKO（3ダウン：左ハイキック）            | SHOOT BOXING 2016 act.4                                                                                                 | 2016年9月19日  |
| △    | 健太                             | 3R終了 判定0-0                                  | KUNLUN FIGHT 49×REBELS.45                                                                                               | 2016年8月7日   |
| ○    | 裕樹                             | 3R終了 判定2-0                                  | RISE 110 | 2016年3月26日  |
| ×    | タップロン・ハーデスワークアウト | 3R終了 判定0-3                                  | SHOOT BOXING 2016 act.1                                                                                                 | 2016年2月13日  |
| ×    | ザカリア・ゾウガリー             | 3R終了 判定0-3                                  | SHOOT BOXING 30th ANNIVERSARY “GROUND ZERO TOKYO 2015”                                                                  | 2015年12月1日  |
| ○    | クリス・バヤ                     | 3R終了 判定3-0                                  | SHOOT BOXING 30th ANNIVERSARY “CAESAR TIME!” 【SB世界スーパーライト級王座決定トーナメント 決勝戦】                      | 2015年8月22日  |
| ○    | ラファエル・ドゥーデック         | 3R終了 判定3-0                                  | SHOOT BOXING 30th ANNIVERSARY “CAESAR TIME!” 【SB世界スーパーライト級王座決定トーナメント 準決勝】                      | 2015年8月22日  |
| ×    | タップロン・ハーデスワークアウト | 3R終了 判定0-2                                  | SHOOT BOXING 2015 ～SB30th Anniversary～ act.3                                                                          | 2015年6月21日  |
| ○    | ダニエル・ロメロ                 | 3R終了 判定3-0                                  | SHOOT BOXING 2015 ～SB30th Anniversary～ act.2                                                                          | 2015年4月18日  |
| ○    | ザカリア・ゾウガリー             | 5R 2:00 TKO（パンチ連打）                       | SHOOT BOXING S-cup世界トーナメント2014 【S-cup65kg世界トーナメント 決勝戦】                                             | 2014年11月30日 |
| ○    | モサブ・アムラーニ               | 3R終了 判定2-0                                  | SHOOT BOXING S-cup世界トーナメント2014 【S-cup65kg世界トーナメント 準決勝】                                             | 2014年11月30日 |
| ○    | ポンサネー・シットモンチャイ     | 3R 2:56 KO                                      | SHOOT BOXING S-cup世界トーナメント2014 【S-cup65kg世界トーナメント 1回戦】                                              | 2014年11月30日 |
| ○    | 平井慎介                         | 1R 3:00 TKO                                     | SHOOT BOXING 2014 act.4 【SB日本スーパーライト級王座決定戦】                                                            | 2014年9月20日  |
| ×    | イ・ソンヒョン                   | 5R終了 判定0-3                                  | SHOOT BOXING 2014 act.3                                                                                                 | 2014年6月21日  |
| ○    | ザカリア・ゾウガリー             | 3R終了 判定2-0                                  | SHOOT BOXING in TOYOKAWA UNCHAIN.1                                                                                      | 2014年4月13日  |
| ○    | エルドリッチ・トーレル           | 3R終了 判定3-0                                  | SHOOT BOXING 2014 act.1                                                                                                 | 2014年2月23日  |
| ○    | 小見川道大                       | 2R 1:54 KO（跳び膝蹴り）                        | SHOOT BOXING BATTLE SUMMIT ～GROUND ZERO TOKYO 2013 【S-cup2013 65kg日本トーナメント決勝戦】                            | 2013年11月16日 |
| ○    | 裕樹                             | 3R終了 判定3-0                                  | SHOOT BOXING BATTLE SUMMIT ～GROUND ZERO TOKYO 2013 【S-cup2013 65kg日本トーナメント準決勝】                            | 2013年11月16日 |
| ○    | モハン・ドラゴン                 | 2R 2:17 TKO（レフェリーストップ）               | SHOOT BOXING BATTLE SUMMIT ～GROUND ZERO TOKYO 2013 【S-cup2013 65kg日本トーナメント1回戦】                             | 2013年11月16日 |
| ○    | ボーウィー・ソーウドムソン       | 3R終了 判定3-0                                  | SHOOT BOXING 2013 act.4                                                                                                 | 2013年9月23日  |
| ○    | 清水俊一                         | 3R終了 判定3-0                                  | SHOOT BOXING 2013 act.3                                                                                                 | 2013年6月23日  |
| ×    | モハン・ドラゴン                 | 1R 2:51 KO（右フック）                          | SHOOT BOXING 2013 act.2                                                                                                 | 2013年4月20日  |
| ○    | ヨアキム・ハンセン               | 4R終了 判定3-0                                  | SHOOTO BOXING WORLD TOURNAMENT S-cup 2012 【S-cup2012 70kg世界トーナメント 1回戦】                                      | 2012年11月17日 |
| ○    | 宍戸大樹                         | 5R終了 判定3-0                                  | SHOOT BOXING2012 ～Road to S-cup～ act.3                                                                                | 2012年6月3日   |
| ○    | リオン武                         | 3R 3:00 KO（右フック）                          | SHOOT BOXING2012～Road to S-cup～act.2                                                                                  | 2012年4月13日  |
| ○    | 菅原悠次                         | 3R終了 判定3-0                                  | シュートボクシング協会/ストライキングジムAres 「Young Caesar Cup Central2012 #3 TOYOKAWA」 【SB日本ライト級王座決定戦】 | 2012年2月12日  |
| ○    | 西浦"ウィッキー"聡生             | 3R終了 判定3-0                                  | SHOOT the SHOOTO 2011                                                                                                   | 2011年11月6日  |
| ○    | キム・ウーフ                     | 3R終了 判定3-0                                  | SHOOTO BOXING 2011 act.2 -SB168-                                                                                        | 2011年4月23日  |
| ○    | 大澤茂樹                         | 3R終了 判定3-0                                  | SHOOTO BOXING 2011 act.1 -SB166-                                                                                        | 2011年2月19日  |
| ○    | 石田光洋                         | 2R 2:21 KO（左ストレート）                      | SHOOT BOXING WORLD TOURNAMENT S-cup 2010                                                                                | 2010年11月23日 |
| ×    | タップロン・ボーチョーローソン   | 5R終了 判定0-2                                  | SHOOT BOXING 25TH ANNIVERSARY SERIES 第4戦 維新-ISHIN- 其の四                                                           | 2010年9月18日  |
| ○    | 不死身夜天慶                     | 3R+延長R終了 判定2-1                            | SHOOT BOXING 25TH ANNIVERSARY SERIES 第3戦 維新-ISHIN- 其の参                                                           | 2010年6月6日   |
| ○    | 歌川暁文                         | 3R終了 判定3-0                                  | SHOOT BOXING 25TH ANNIVERSARY SERIES 第2戦 維新-ISHIN- 其の弐                                                           | 2010年4月11日  |
| ○    | 石川剛司                         | 1R 1:06 KO（左フック）                          | SHOOT BOXING 25TH ANNIVERSARY SERIES 開幕戦 維新-ISHIN- 其の壱                                                          | 2010年2月13日  |
| ×    | 及川知浩                         | 5R終了 判定0-3                                  | SHOOT BOXING 2009 武志道-bushido- 其の四 【SB日本スーパーフェザー級タイトルマッチ】                                     | 2009年9月4日   |
| ○    | 及川知浩                         | 3R 3:00 KO（フック連打）                        | SHOOT BOXING 2009 武志道-bushido- 其の参                                                                                | 2009年6月1日   |
| ○    | 歌川暁文                         | 3R終了 判定3-0                                  | SHOOT BOXING 2009 武志道-bushido- 其の弐                                                                                | 2009年4月3日   |
| ○    | 島田洸也                         | 3R終了 判定3-0                                  | SHOOT BOXING 2009 武志道-bushido- 其の壱                                                                                | 2009年2月11日  |
| ○    | 木田なっくる将大                 | 2R 2:41 KO                                      | SHOOT BOXING 2008 ヤングシーザー杯OSAKA                                                                                 | 2008年10月25日 |
| ○    | 原田ヨシキ                       | 2分3R終了 判定3-0                               | SHOOT BOXING 2008 火魂〜Road to S-cup〜 其の伍                                                                          | 2008年9月12日  |
| ○    | 湯田達巳                         | 2分3R終了 判定3-0                               | SHOOT BOXING 2008 火魂〜Road to S-cup〜 其の四                                                                          | 2008年7月21日  |
| ×    | 本村康博                         | 1R 1:37 KO（3ダウン：右膝蹴り）                 | SHOOT BOXING 2008 火魂〜Road to S-cup〜 其の参                                                                          | 2008年5月28日  |
| ○    | 酒井楽                           | 2R 0:55 TKO（タオル投入）                       | HEAT 6 【ニューエイジファイト】                                                                                         | 2008年3月30日  |

#### アマチュア
| 勝敗 | 対戦相手 | 試合結果                       | 大会名                                                           | 開催年月日     |
| ○    | 湯田達巳 | 1R 1:10 KO                     | 第2回全日本アマチュアシュートボクシング選手権東京大会            | 2008年2月24日  |
| －   | 酒井楽   | 1R 2:12 無効試合（ローブロー） | HEAT 5 〜MEGA BATTLE HEAT from Nagoya〜 【ニューエイジファイト】 | 2007年11月25日 |
| ○    | 酒井武志 | 1R 1:10 KO                     | club DEEP 富山 -野蛮人祭り5- 【キックルール】                    | 2006年11月19日 |

## 獲得タイトル
- 第1回アマチュアHEATキックルール-65kg予選トーナメント 優勝
- 第2回全日本アマチュアシュートボクシング選手権東京大会 中量級 優勝[4]
- 初代SB日本ライト級王座
- S-cup2013 65kg日本トーナメント 優勝
- 第9代SB日本スーパーライト級王座
- S-cup65kg世界トーナメント 優勝
- 初代SB世界スーパーライト級王座

## 入場曲
- 「語れ! 涙!」（SEX MACHINEGUNS）
- 「hammer ska」（10-FEET）
- 「英雄」（doa）
- 「No Winner」（BABY-CRAYON〜1361〜）

### 試合映像
1. ↑  『【試合映像】鈴木博昭 vs. 奥田啓介 / Hiroaki Suzuki vs. Keisuke Okuda - RIZIN LANDMARK vol.1』RIZIN公式YouTubeチャンネル、2022年。
2. ↑  『【試合映像】萩原京平 vs. 鈴木博昭 / Kyohei Hagiwara vs. Hiroaki Suzuki - RIZIN.33』2021年。
3. ↑  『【試合映像】鈴木博昭 vs.  西谷大成 / Hiroaki Suzuki vs. Taisei Nishitani - RIZIN.43』RIZIN公式YouTubeチャンネル、2023年。
4. ↑  『【試合映像】芦田崇宏 vs  鈴木博昭 / Takahiro Ashida vs. Hiroaki Suzuki - RIZIN LANDMARK 8 in SAGA』RIZIN公式YouTubeチャンネル、2024年。
5. ↑  『【試合映像】鈴木博昭 vs. YA-MAN / Hiroaki Suzuki vs. YA-MAN - 超RIZIN.3』2024年。
6. ↑  『【試合映像】鈴木博昭 vs. 秋元強真 / Hiroaki Suzuki vs. Kyoma Akimoto -RIZIN LANDMARK 10 in NAGOYA』RIZIN公式YouTubeチャンネル、2024年。

### 補足映像
1. ↑  『【番組】RIZIN CONFESSIONS #83（※番組内で試合映像＆鈴木博昭と奥田啓介による試合振り返りドキュメンタリー番組）』RIZIN公式YouTubeチャンネル、2021年。
2. ↑  『【番組】RIZIN CONFESSIONS #91（※番組内で試合映像＆鈴木博昭と萩原京平による試合振り返りドキュメンタリー番組）』2021年。
3. ↑  『【番組】RIZIN CONFESSIONS #93（※番組内で試合映像＆鈴木博昭と昇侍による試合振り返りドキュメンタリー番組）』RIZIN公式YouTubeチャンネル、2024年。
4. ↑  『【番組】RIZIN CONFESSIONS #103（※番組内で試合映像＆鈴木博昭と平本蓮による試合振り返りドキュメンタリー番組）』RIZIN公式YouTubeチャンネル、2022年。
5. ↑  『【番組】RIZIN CONFESSIONS #127（※番組内で試合映像＆西谷大成と鈴木博昭による試合振り返りドキュメンタリー番組）』RIZIN公式YouTubeチャンネル、2023年。
6. ↑  『【番組】RIZIN CONFESSIONS #144（※番組内で試合映像＆鈴木博昭と芦田崇宏による試合振り返りドキュメンタリー番組）』RIZIN公式YouTubeチャンネル、2024年。
7. ↑  『【番組】RIZIN CONFESSIONS #157（※番組内で試合映像＆鈴木博昭とYA-MANによる試合振り返りドキュメンタリー番組）』RIZIN公式YouTubeチャンネル、2024年。
8. ↑  『【番組】RIZIN CONFESSIONS #166（※番組内で試合映像＆鈴木博昭と秋元強真による試合振り返りドキュメンタリー番組）』RIZIN公式YouTubeチャンネル、2024年。